# Muzeul Satului - O inimă în patru anotimpuri
Muzeul Satului - O inimă în patru anotimpuri este un film românesc din 1996 regizat de Nicolae Cabel.